# Eleccions legislatives portugueses de 1976
Les eleccions legislatives portugueses de 1976 es van celebrar el 25 d'abril de 1976, dos anys després de la revolució dels clavells, i hi va guanyar el PS, que assolí el 35% dels vots. Mario Soares fou nomenat Primer Ministre de Portugal.

## Antecedents
Amb l'ascens al poder del Moviment de les Forces Armades (MFA) després de la revolució dels clavells, la banca i la major part de la indústria foren nacionalitzades després de la i l'Estat va arribar a tenir el control directe de fins al 70% del PIB. Amb el consentiment del Govern, milers de camperols van ocupar els grans latifundis del sud i l'Alentejo i es va iniciar el procés de descolonització, amb el retorn de centenars de milers de persones a la metròpoli. El clima social i polític s'agita i polaritza, sorgint grups d'extrema dreta i divisions internes a l'Exèrcit que amenaçaven amb un conflicte civil de conseqüències impredictibles, amb un fallit cop d'estat del general António de Spínola.
António Ramalho Eanes, com a tinent coronel, va dirigir les operacions militars que van neutralitzar l'intent de cop d'estat a Portugal de novembre de 1975 duta a terme per la facció més radical d'esquerra del MFA, projectant Eanes a l'avantguarda de la vida nacional. Ja general de quatre estrelles, va ser nomenat cap de l'estat major de l'exèrcit com a conseqüència immediata del seu paper en la neutralització dels sectors més radicals de l'intent de cop d'estat.
L'Assemblea Constituent elegida després de les primeres eleccions generals lliures van redactar una nova constitució que va entrar en vigor el 25 d'abril de 1976.

## Resultats
Els líders dels partits més votats foren:
- PS, Mário Soares.
- PCP, Álvaro Cunhal.
- PPD, Francisco Sá Carneiro.
- CDS, Freitas do Amaral.

|                                                                           |                                                |           |        |       |           |     |
| Partit                                                                    | Partit                                         | Vots      | %      | +/–   | Escons    | +/– |
|                                                                           | Partit Socialista (PS)                         | 1,912,921 | 34.89  | –2.98 | 107 / 263 | 9   |
|                                                                           | Partit Socialdemòcrata (PSD)                   | 1,335,381 | 24.35  | –2.04 | 73 / 263  | 8   |
|                                                                           | Centre Democràtic Social (CDS-PP)              | 876,007   | 15.98  | +8.37 | 42 / 263  | 26  |
|                                                                           | Partit Comunista (PCP)                         | 788,830   | 14.39  | +1.93 | 40 / 263  | 10  |
|                                                                           | Unió Democràtica Popular (UDP)                 | 91,690    | 1.67   | +0.88 | 1 / 263   | =   |
|                                                                           | Front Socialista Popular (FSP)                 | 42,162    | 0.77   | –0.39 | 0         | =   |
|                                                                           | Mov. Reorganitzatiu del Partit del Proletariat | 36,200    | 0.66   | Nou   | 0         | Nou |
|                                                                           | Moviment d'Esquerra Socialista (MES)           | 31,332    | 0.57   | –0.45 | 0         | =   |
|                                                                           | Partit Democristià (PDC)                       | 29,874    | 0.54   | Nou   | 0         | Nou |
|                                                                           | Partit Popular Monàrquic (PPM)                 | 28,320    | 0.52   | –0.05 | 0         | =   |
|                                                                           | Lliga Comunista Internacionalista (LCI)        | 16,269    | 0.30   | +0.11 | 0         | =   |
|                                                                           | Partit Comunista (marxista-leninista)          | 15,830    | 0.29   | Nou   | 0         | Nou |
|                                                                           | Aliança Obrera-Camperola (AOC)                 | 15,778    | 0.29   | Nou   | 0         | Nou |
|                                                                           | Partit Revolucionari dels Treballadors (PRT)   | 5,171     | 0.09   | Nou   | 0         | Nou |
| Total                                                                     | Total                                          | 5,225,765 | 95.30  |       | 263       | +13 |
|                                                                           |                                                |           |        |       |           |     |
| Vots vàlids                                                               | Vots vàlids                                    | 5,225,765 | 95.30  | +2.25 |           |     |
| Invàlids / vot en blanc                                                   | Invàlids / vot en blanc                        | 257,696   | 4.70   | –2.25 |           |     |
| Total                                                                     | Total                                          | 5,483,461 | 100.00 |       |           |     |
| Votants registrats                                                        | Votants registrats                             | 6,564,667 | 83.53  | –8.13 |           |     |
| Font: Comissão Nacional de Eleições Arxivat 2010-06-01 a Wayback Machine. |                                                |           |        |       |           |     |

## Conseqüències
Mario Soares fou nomenat Primer Ministre de Portugal, formant un govern en minoria amb la participació d'alguns independents.